# Portable Antiquities Scheme

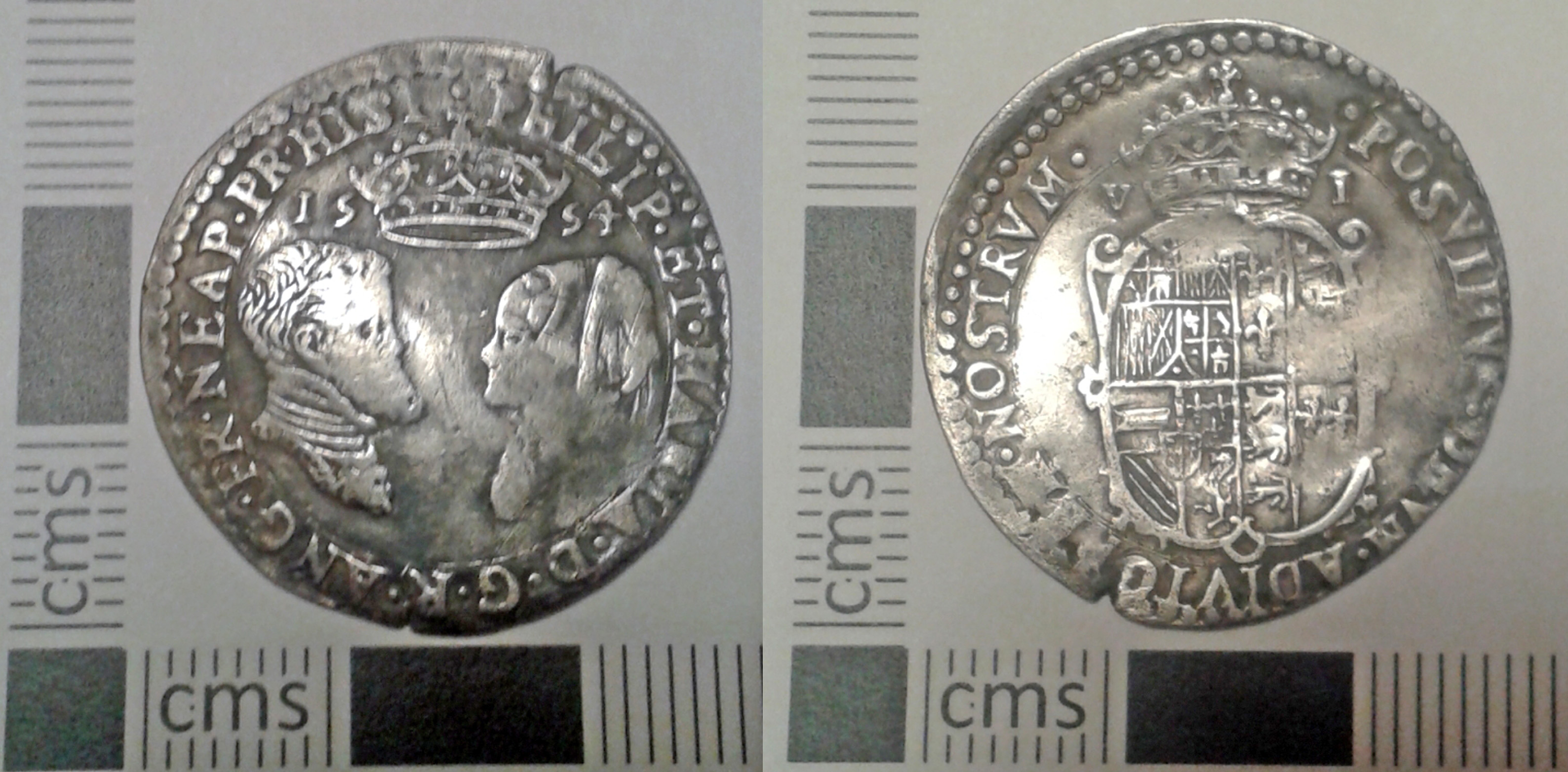
Pièce de six pence de 1554 à l'effigie de Marie Ire d'Angleterre et Philippe II d'Espagne.

Le Portable Antiquities Scheme (PAS), qui peut être traduit en français par programme pour les petits objets archéologiques, est un programme du Gouvernement britannique faisant appel à l'enregistrement volontaire du nombre croissant de petites découvertes archéologiques trouvées par des particuliers. Le programme a débuté en 1997 et couvre désormais la plus grande partie de l'Angleterre, du pays de Galles et d'Irlande du Nord.
Son siège est situé au British Museum.

## Description

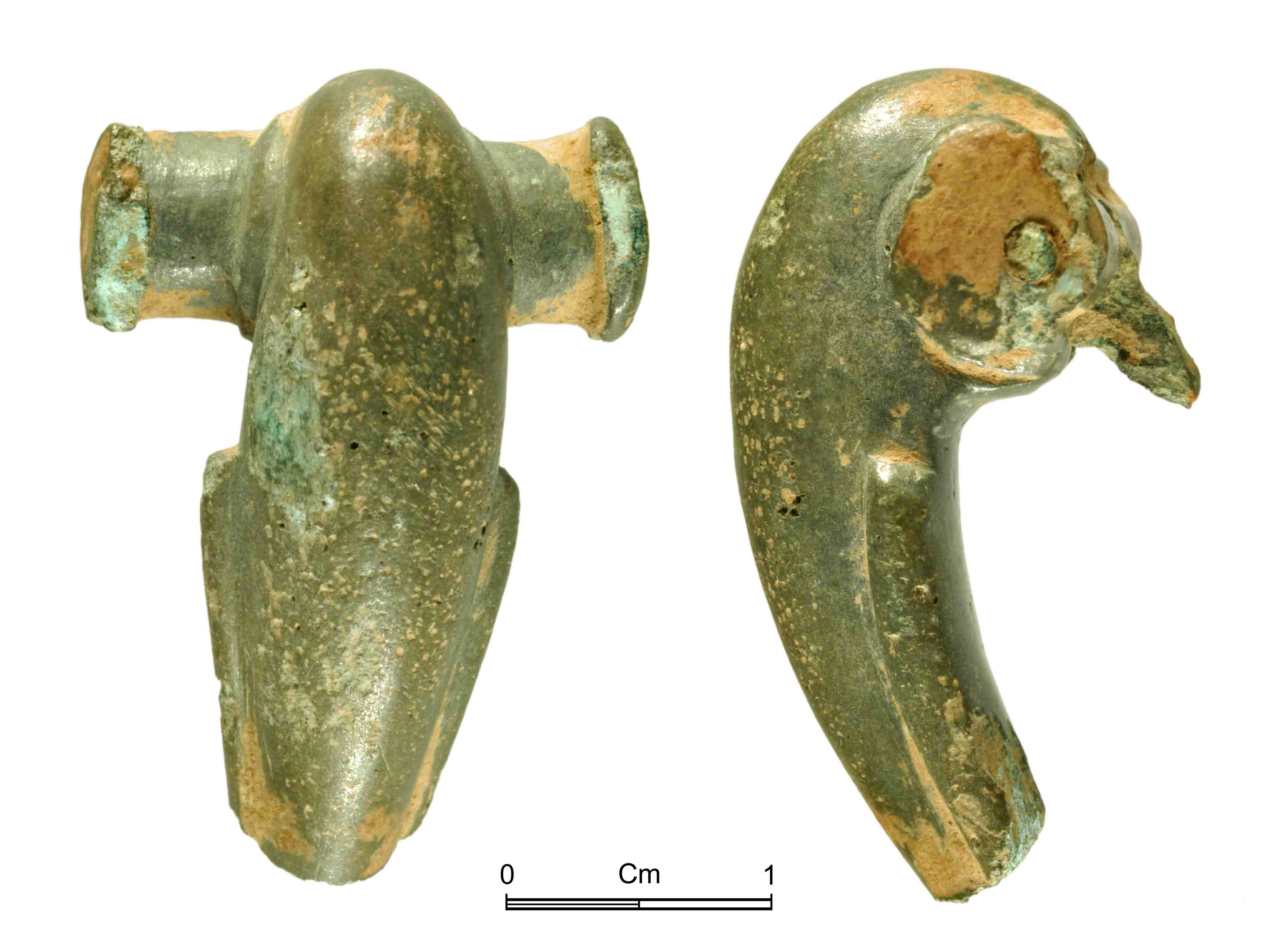
Fragment de fibule romaine de type Polden Hill.

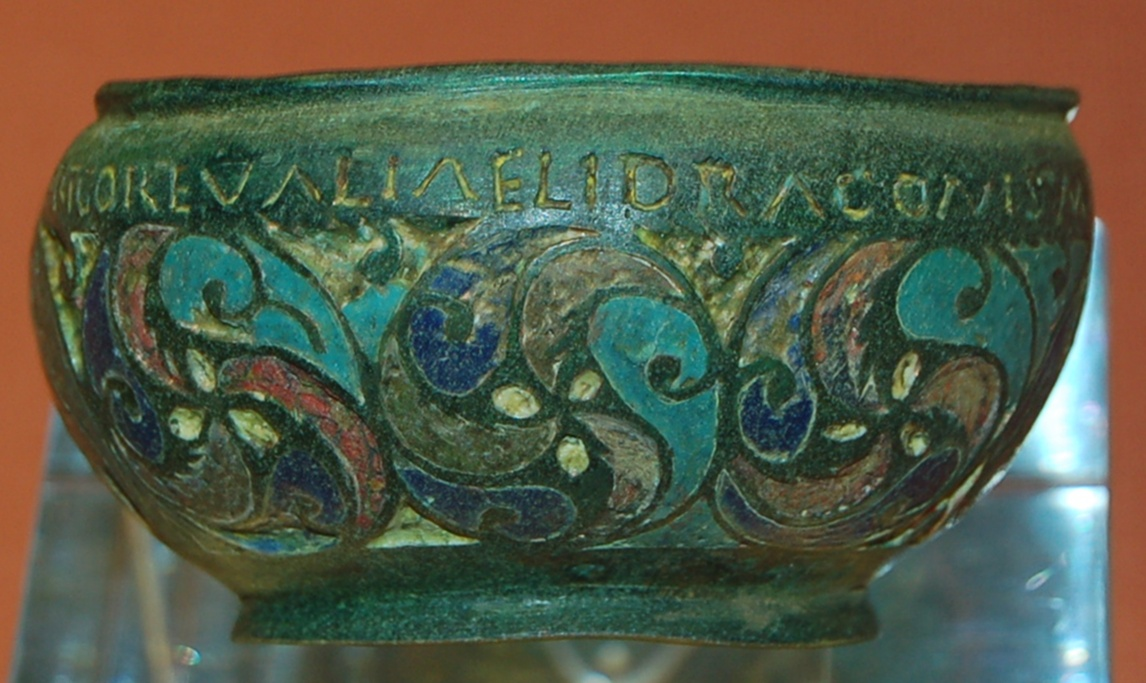
Trulla romaine en bronze émaillé du IIe siècle, trouvée à Ilam (Staffordshire) en 2003 et achetée par le Tullie House Museum de Carlisle en 2005.

Mis en place après le vote du Treasure Act en 1996, ce programme s'adresse prioritairement aux particuliers, par exemple les utilisateurs de détecteur de métaux, qui découvrent (fortuitement, c'est la condition principale) des artéfacts archéologiques. De telles trouvailles ne seraient que rarement enregistrées sans ce programme. Le trésor d'Harrogate est un exemple d'artéfact remarquable déclaré par le biais du Portable Antiquities Scheme.
Le rôle du Treasure Valuation Committee est ici central : chaque objet découvert doit être expertisé par ses soins.

## Statistiques
Dans le cadre de ce programme, fin 2017, on comptait 81 914 trouvailles archéologiques déclarées au total, ce qui constitue plus d'1,3 million d'objets. La base de données a servi à 600 projets de recherches, dont 126 doctorats.